# 程奐
程 奐（てい かん、生没年不詳）は、中国後漢時代末期の武将。

## 事跡
| 姓名         | 程奐         |
| 時代         | 後漢時代     |
| 生没年       | 〔不詳〕     |
| 字・別号     | 〔不詳〕     |
| 出身地       | 〔不詳〕     |
| 職官         | 冀州都督従事 |
| 爵位・号等   | -            |
| 陣営・所属等 | 韓馥         |
| 家族・一族   | 〔不詳〕     |

韓馥配下の都督従事。韓馥の命令により、同僚の趙浮と共に数百艘の船と石弓隊一万を擁し、河陽の孟津に駐屯していた。
初平2年（191年）、韓馥が袁紹に冀州を譲ると聞くと、程奐と趙浮は急遽韓馥の下へ引き返した。その途中、朝歌の清水口に袁紹軍が駐屯していたため、程奐らは夜間に軍鼓を打ち鳴らしながらその側を通過し、袁紹を威嚇した。彼らは韓馥の下に戻ると、袁紹と戦うことを願い出たが、結局韓馥はこれを聞き入れず、袁紹に冀州を譲渡した。
その後、程奐の記述は見当たらない。また、小説『三国志演義』には登場しない。